# Efinaconazol
Efinaconazolul este un antifungic derivat de triazol, fiind utilizat în tratamentul onicomicozei. Calea de administrare disponibilă este cea topică.